# Bill Withers
William Harrison Withers, Jr. (Slab Fork, Virginia Occidental, 4 de julio de 1938-Los Ángeles, California, 30 de marzo de 2020), más conocido como Bill Withers, fue un músico y cantautor estadounidense famoso en las décadas del 70 y 80. Algunas de sus canciones más reconocidas fueron "Just the Two of Us", "Lean on Me", "Ain't No Sunshine", "Use Me", "Memories Are That Way", "Lovely Day" y "Grandma's Hands".

## Biografía

### Primeros años
Withers nació en la ciudad minera de Slab Fork, Virginia Occidental, el menor de seis hermanos. Su padre falleció cuando tenía trece años. A los dieciocho años se alistó en la Armada de los Estados Unidos, donde permaneció durante nueve años. Durante ese tiempo se empezó a interesar en interpretar y escribir canciones. Tras dejar la Armada en 1965, se mudó a Los Ángeles con la intención de iniciar su carrera musical.
Withers trabajó en diferentes empresas, incluida la Douglas Aircraft Corporation, mientras que grababa maquetas con su propio dinero e interpretaba sus canciones en clubes nocturnos. Cuando debutó con su canción "Ain't No Sunshine", se negó a dejar su trabajo ya que él creía que la música era una industria voluble y se consideraba aún un novato en comparación con otros artistas.
Falleció el 3 de abril de 2020 en Los Ángeles por complicaciones cardíacas.

## Carrera musical

### Sussex Records
A comienzos de 1970, la maqueta de Withers fue muy bien acogida por  Clarence Avant, de Sussex Records, y Withers firmaría un contrato discográfico. Booker T. Jones sería el elegido para producir el primer álbum. Se previeron cuatro sesiones de tres horas de estudio para grabar el álbum, pero la financiación hizo que el álbum se grabara en tres sesiones con un descanso de seis meses entre la segunda y la final. Just as I Am fue lanzado en 1971 con los temas "Ain't No Sunshine" y "Grandma's Hands" como sencillos. El álbum cuenta con Stephen Stills en la guitarra.
El álbum fue un éxito y Withers comenzó a viajar con la banda Watts 103rd Street Rhythm Band con el baterista James Gadson, el guitarrista Benorce Blackmon, el teclista Ray Jackson, y el bajista Melvin Dunlap.
En la 14.ª edición de los Premios Grammy el martes, 14 de marzo de 1972, Withers ganó un premio Grammy a la Mejor canción R & B por "Ain't No Sunshine". La canción ya había vendido más de un millón de copias, y fue galardonado con disco de oro por la RIAA en septiembre de 1971.
Durante un receso de la gira, Withers grabó su segundo álbum, Still Bill. El sencillo «Lean on Me» llegó al número uno el 8 de julio de 1972. Fue disco de oro, la segunda premiado con ventas confirmadas en más de tres millones. Su sencillo "Use Me", lanzado en agosto de 1972, se convirtió en su tercer millón vendedor, con la RIAA premio de oro del disco tendrá lugar el 12 de octubre de 1972. El álbum en directo Bill Withers, Live at Carnegie Hall fue lanzado el 30 de noviembre de 1972.
En 1974, Withers publicó el álbum +Justments. Sin embargo, se vio envuelto en una disputa legal con la empresa Sussex.
Durante este tiempo, él escribió y produjo dos canciones en el disco I feel a Song de Gladys Knight & the Pips y en octubre de 1974 actuó junto a James Brown, Etta James, y B. B. King en un histórico festival de tres días que precedió al legendario combate "Rumble in the Jungle" entre Ali y George Foreman en Zaire. Parte de la filmación del concierto se incluyó en la película documental de 1996,When We Were Kings, en la cual se le escucha dentro la banda sonora. Otras partes de la filmación se incluyeron el documental Soul Power que está basado en la propia filmación de archivo del concierto de Zaire.

## En la cultura popular
Bill Withers dejó una profunda huella en la cultura popular gracias a sus canciones icónicas, que han sido utilizadas en diversas películas, series de televisión y anuncios publicitarios, además de haber sido reinterpretadas por numerosos artistas de distintos géneros. Entre las más destacadas se encuentran:
- "Lean on Me": Ha sido un himno de solidaridad y apoyo en momentos de crisis. La canción apareció en películas como Lean on Me (1989) y ha sido versionada por artistas como Club Nouveau, cuya reinterpretación ganó un premio Grammy en 1987.
- "Ain't No Sunshine": Esta melancólica balada aparece en la película Notting Hill (1999), donde acompaña una de las escenas más memorables. También se incluyó en la banda sonora de otras películas como American Beauty (1999) y ha sido interpretada por figuras como Michael Jackson y Sting.
- "Lovely Day": Conocida por su tono optimista, esta canción ha sido utilizada en comerciales de marcas como Nike y Heinz, así como en películas como The Secret Life of Pets (2016). Su característica nota larga ha sido ampliamente comentada en el ámbito musical.
- "Just the Two of Us": Popularizada junto a Grover Washington Jr., esta canción ha sido una referencia constante en la cultura pop, parodiada en películas como Austin Powers y utilizada en campañas publicitarias.
Además, Bill Withers fue homenajeado en 2015 con su inclusión en el Salón de la Fama del Rock and Roll, un reconocimiento a su legado perdurable. Su influencia continúa vigente en artistas contemporáneos y en la reinterpretación constante de sus obras.

## Discografía

### Álbumes en estudio
| Año                                             | Álbum                     | Posiciones | Posiciones | Posiciones | US certifications | Record label |
| Año                                             | Álbum                     | US         | US R&B     | UK         | US certifications | Record label |
| ----------------------------------------------- | ------------------------- | ---------- | ---------- | ---------- | ----------------- | ------------ |
| 1971                                            | Just as I Am              | 35         | 9          | —          | —                 | Sussex       |
| 1972                                            | Still Bill                | 4          | 1          | —          | Gold              | Sussex       |
| 1974                                            | +'Justments               | 67         | 7          | —          | —                 | Sussex       |
| 1975                                            | Making Music              | 81         | 7          | —          | —                 | Columbia     |
| 1976                                            | Naked & Warm              | 169        | 41         | —          | —                 | Columbia     |
| 1977                                            | Menagerie                 | 39         | 16         | 27         | Gold              | Columbia     |
| 1978                                            | 'Bout Love                | 134        | 50         | —          | —                 | Columbia     |
| 1985                                            | Watching You, Watching Me | 143        | 42         | 60         | —                 | Columbia     |
| "—" denota el álbum no gráfico o no certificada |                           |            |            |            |                   |              |

### Álbumes en vivo
| Año                                            | Álbum                 | Chart positions | Chart positions | Record label |
| Año                                            | Álbum                 | US              | US R&B          | Record label |
| ---------------------------------------------- | --------------------- | --------------- | --------------- | ------------ |
| 1973                                           | Live at Carnegie Hall | 63              | 6               | Sussex       |
| "—"denota el álbum no gráfico o no certificada |                       |                 |                 |              |

### Recopilados
| Año                                             | Álbum                                       | Chart positions | Chart positions | Chart positions | US certifications | Record label           |
| Año                                             | Álbum                                       | US              | US R&B          | UK              | US certifications | Record label           |
| ----------------------------------------------- | ------------------------------------------- | --------------- | --------------- | --------------- | ----------------- | ---------------------- |
| 1975                                            | The Best of Bill Withers                    | 182             | 33              | —               | —                 | Sussex                 |
| 1980                                            | The Best of Bill Withers                    | —               | —               | —               | —                 | Columbia               |
| 1981                                            | Greatest Hits                               | 183             | 58              | 90              | Gold              | Columbia               |
| 1994                                            | Lean on Me: The Best of Bill Withers        | —               | —               | —               | —                 | Legacy                 |
| 2000                                            | The Best of Bill Withers: Lean on Me        | —               | —               | —               | —                 | Legacy                 |
| 2005                                            | Lovely Day: The Very Best of Bill Withers   | —               | —               | 35              | —                 | Sony Music             |
| 2008                                            | Ain't No Sunshine: The Best of Bill Withers | —               | —               | —               | —                 | Music Club Deluxe      |
| 2009                                            | Playlist: The Very Best of Bill Withers     | —               | —               | —               | —                 | Sussex/Columbia/Legacy |
| "—" denota el álbum no gráfico o no certificada |                                             |                 |                 |                 |                   |                        |

### Sencillos
| Año                                    | Sencillo                                           | Chart positions | Chart positions | Chart positions | Chart positions |
| Año                                    | Sencillo                                           | US              | US R&B          | US A/C          | UK              |
| -------------------------------------- | -------------------------------------------------- | --------------- | --------------- | --------------- | --------------- |
| 1971                                   | "Ain't No Sunshine"                                | 3               | 6               | 2               | 40 1            |
| 1971                                   | "Grandma's Hands"                                  | 42              | 18              | 16              | —               |
| 1972                                   | "Lean On Me"                                       | 1               | 1               | 4               | 18              |
| 1972                                   | "Use Me"                                           | 2               | 2               | 14              | —               |
| 1972                                   | "Let Us Love"                                      | 47              | 17              | 33              | —               |
| 1973                                   | "Kissing My Love"                                  | 31              | 12              | —               | —               |
| 1973                                   | "Friend of Mine"                                   | 80              | 25              | —               | —               |
| 1974                                   | "The Same Love That Made Me Laugh"                 | 50              | 10              | —               | —               |
| 1974                                   | "You"                                              | —               | 15              | —               | —               |
| 1974                                   | "Heartbreak Road"                                  | 89              | 13              | —               | —               |
| 1975                                   | "It's All Over Now" (with Bobby Womack)            | —               | 68              | —               | —               |
| 1975                                   | "Make Love to Your Mind"                           | 76              | 10              | —               | —               |
| 1976                                   | "I Wish You Well"                                  | —               | 54              | —               | —               |
| 1976                                   | "Hello Like Before"                                | —               | —               | —               | —               |
| 1976                                   | "If I Didn't Mean You Well"                        | —               | 74              | —               | —               |
| 1977                                   | "Close to Me"                                      | —               | 88              | —               | —               |
| 1977                                   | "Lovely Day"                                       | 30              | 6               | 25              | 7               |
| 1978                                   | "Lovely Night for Dancing"                         | —               | 75              | —               | —               |
| 1979                                   | "Don't It Make It Better"                          | —               | 30              | —               | —               |
| 1979                                   | "You Got the Stuff (Part 1)"                       | —               | 85              | —               | —               |
| 1981                                   | "Just the Two of Us" (with Grover Washington, Jr.) | 2               | 3               | 2               | 34              |
| 1981                                   | "I Want to Spend the Night"                        | —               | —               | —               | —               |
| 1981                                   | "U.S.A."                                           | —               | 83              | —               | —               |
| 1984                                   | "In the Name of Love" (with Ralph MacDonald)       | 58              | 13              | 6               | 95              |
| 1985                                   | "Oh Yeah!"                                         | 106             | 22              | 40              | 60              |
| 1985                                   | "Something That Turns You On"                      | —               | 46              | —               | —               |
| 1985                                   | "We Could Be Sweet Lovers"                         | —               | —               | —               | —               |
| 1987                                   | "Lovely Day" (re-release)                          | —               | —               | —               | 92              |
| 1988                                   | "Lovely Day" (remix version)                       | —               | —               | —               | 4               |
| 1988                                   | "Ain't No Sunshine" ('88 version)                  | —               | —               | —               | 82              |
| 1990                                   | "Harlem" (remix version)                           | —               | —               | —               | 98              |
| "—" denotes the single failed to chart |                                                    |                 |                 |                 |                 |

- 1 The original version of "Ain't No Sunshine" did not chart on the UK Singles Chart until 2009, 38 years after its original release.